# Cedar Creek (Nebraska)
Cedar Creek je selo u američkoj saveznoj državi Nebraska. Prema popisu stanovništva iz 2010. u njemu je živjelo 390 stanovnika.